# کائورو میتوما
آئورا میتوما (انگلیسی: Kaoru Mitoma؛ زادهٔ ۲۰ مهٔ ۱۹۹۷) بازیکن فوتبال اهل ژاپن است که در پست وینگرچپ برای باشگاه فوتبال برایتون در لیگ برتر انگلستان و تیم ملی فوتبال ژاپن بازی می‌کند.

## افتخارات

### کاوازاکی فرونتال
- جی‌لیگ : ۲۰۲۰
- جام امپراتور : ۲۰۲۰
- سوپر جام فوتبال ژاپن : ۲۰۲۱